# Hamnøya
Hamnøya är ett fiskeläge i Moskenes kommun i Nordland fylke i norra Norge. Orten som har ett livligt turistliv om sommaren ligger vid Europaväg 10, nordöst om tätorten Reine.
På Hamnøya hittar man Eliassen Rorbuer, Hamnøy Mat- og vinbu, och Ole Karl Rostad Fiskebruk som om vintern sysselsätter ett tjugotals personer.
Tidigare gick det färjor från Hamnøya till Reine, orterna är nu sammanbundna av broar längs Europaväg 10.

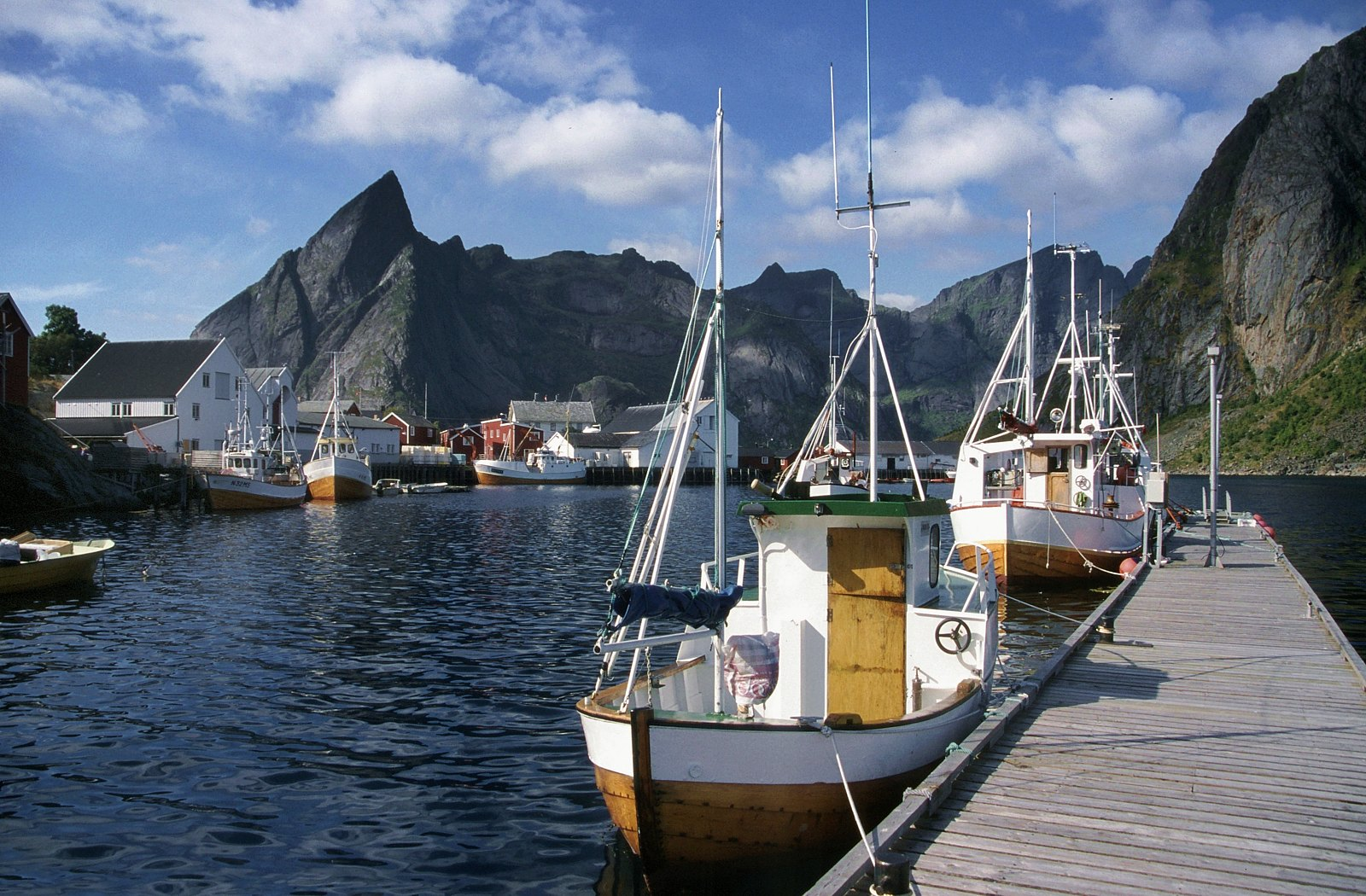
Vy från Hamnøya.